# 山本幸三
山本 幸三（やまもと こうぞう、1948年〈昭和23年〉8月8日 - ）は、日本の政治家、大蔵官僚。
衆議院議員（8期）、経済産業副大臣（第1次安倍内閣）、内閣府特命担当大臣（地方創生、規制改革）、衆議院法務委員長・消費者問題に関する特別委員長・地方創生に関する特別委員長・災害対策特別委員長、自由民主党金融調査会長等を歴任した。

## 来歴

### 生い立ち
福岡県門司市（現・北九州市門司区）生まれ。福岡県立京都高等学校卒業後、東京大学理科一類に入学。しかし、3年次の専門課程に進学する際は理系から文系に転じ、東京大学経済学部卒業。

### 官僚として
東大卒業後、大蔵省にトップで入省した。大蔵省在職中の1973年、コーネル大学経営大学院に留学し、MBAを取得した。帰国後、証券局総務課企画係長、岩国税務署長、国際金融局国際機構課長補佐（国際機関）心得、銀行局銀行課長補佐（長銀・信託・外国業務）、アメリカ合衆国ハーバード大学国際問題研究所客員研究員、国際金融局調査課長補佐（総括）などを経て、1985年7月から福岡国税局直税部長。1986年7月から大臣官房企画官兼財政金融研究所総括連絡調査官。1987年6月から宮澤喜一大蔵大臣の秘書官を務めた。

### 政治家として

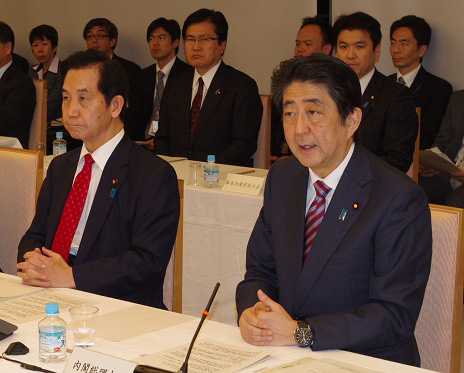
2016年12月12日、内閣総理大臣官邸にて内閣総理大臣安倍晋三（右）と

1990年、第39回衆議院議員総選挙に旧福岡4区（定数4）から自由民主党公認で出馬したが、僅差（得票数5位）で落選した。1991年4月より九州国際大学講師。1993年の第40回衆議院議員総選挙には結党したばかりの新生党公認で再び旧福岡4区から出馬し、同区トップ当選。1994年、新進党結党に参加し、1996年の第41回衆議院議員総選挙には小選挙区比例代表並立制導入に伴い福岡11区から出馬。社会民主党の中西績介、自民党の武田良太らを破り、再選（中西は比例復活）。1997年末の解党を待たず、新進党を離党し、自民党に復党した。
2000年の第42回衆議院議員総選挙では自民党からの公認が得られず、無所属で福岡11区から出馬し、再び社民党の中西、自民党の武田を破り3選（中西は再度比例復活）。2003年の第43回衆議院議員総選挙では、過去2度の選挙を非自民で戦った山本が自民党公認、逆に自民党公認で戦った武田が無所属で福岡11区から出馬し、約16,000票差で山本が敗れた。2005年の第44回衆議院議員総選挙では、2004年8月に自民党に復党していた武田が郵政民営化法案に反対したため自民党の公認を得られず、福岡11区から無所属で出馬。山本が自民党の公認を得て出馬したが、無所属の武田は連立与党である公明党からの強力な支援を受けており、福岡11区では落選。重複立候補していた比例九州ブロックで復活し、2年ぶりに国政復帰。2006年9月、安倍内閣で経済産業副大臣に任命された。
2009年の第45回衆議院議員総選挙では山本、武田が共に福岡11区からの立候補に意欲を示したため、選挙区の調整が難航し、7月18日に福岡11区で武田を擁立し、山本は比例九州ブロックに回る方針が決定。山本の支持者はこの決定に不満を募らせ、山本自身も次回以降の選挙に向け、小選挙区での出馬を模索する意向を示した。総選挙では全国的に与党に対する猛烈な逆風が吹き荒れたものの、武田は福岡11区、山本は比例九州ブロックでそれぞれ当選。同年10月、自民党政務調査会副会長（財務金融担当）に就任。
2012年の第46回衆議院議員総選挙では、福岡11区では前回に引き続いて武田が公認され、山本は前回選挙で落選した西川京子の選挙区である福岡10区で公認を受ける。これに対し、西川は無所属での出馬を強行する構えだったが、公示日の直前に福岡10区での出馬を撤回し、比例九州ブロックに鞍替えした。福岡10区から出馬した山本は、民主党前職の城井崇を破り、6選。2014年の第47回衆議院議員総選挙でも、福岡10区で7選。
2016年8月、第3次安倍第2次改造内閣で内閣府特命担当大臣（地方創生・規制改革）に任命され、初入閣した。2017年8月、内閣府特命担当大臣を退任。同年10月、第48回衆議院議員総選挙でも、福岡10区で8選。選挙後の党人事では、行政改革推進本部長代理に就任した。
2018年10月、党金融調査会長に就任。
2021年10月31日の第49回衆議院議員総選挙では、自民党の内規である73歳定年制により、小選挙区単独の立候補となったが、立憲民主党から出馬した城井に敗れ落選した。落選後も小選挙区単独や比例単独といった形での次期衆院選への立候補に意欲を示していたが、最終的に第50回衆議院議員総選挙には出馬しなかった。
2024年8月7日、外務省は山本を参与に任命したと発表した。外交を推進する上で地方自治体との連携を強化するため助言を受け、地方の魅力を発信する事業への支援を得るとしている。

## 政策・主張

### 金融緩和
リフレーションの推進論者。「金融緩和」によるデフレ脱却の必要性を主張しており、自他共に認めるアベノミクスの仕掛け人である。長年、国会答弁において日本銀行の金融引締め政策を批判しており、自民党の野党時代は金融政策に関する勉強会を主宰して、安倍晋三に金融緩和の必要性を説いていた。東日本大震災の復興財源を賄うため、国債20兆円を日銀が直接引き受けるよう主張している。

### 消費増税
- 2012年の公開アンケートにおいて、消費税を2014年4月に8%、2015年10月に10%まで引き上げる法律が成立したことについて「法律通りに引き上げるべきだ」と回答している[19]。
- 2014年の公開アンケートにおいて、「2017年4月に消費税率を10%に引き上げるべきだ」と回答している[20]。
- 2014年4月に消費税増税を安倍晋三首相に進言し、早期の決断を求めた[21][22]。消費増税に合わせて実施する経済対策のための補正予算の規模については「4～5兆円」、低所得者向けの給付金支給や公共事業、税制面での対応を提唱した。しかし、その後は経済指標の悪化を挙げ、政策の転換を主張。2014年10月2日、1年半の消費税増税の先送りを提唱した[23]。

### 対外政策
- 日本の核武装について、「今後の国際情勢によっては検討すべき」[19]。

### 内政
- 日本ユニセフ協会のアグネス・チャンに児童ポルノ禁止法の改正による、漫画・アニメ・ゲームの規制の実現を確約した[24]。
- 選択的夫婦別姓制度の導入に反対[25]。
- 「憲法改正」に賛成[19]。
- 2030年代の原発稼働ゼロを目指す政府の目標に反対[19]。
- 女性宮家の創設に反対[19]。
- 政党への企業・団体献金を全面的禁止について、禁止する必要はないと回答[19]。

## 不祥事

### 証券取引等監視委員会への圧力問題
2012年3月5日の衆議院予算委員会で自見庄三郎金融担当大臣（当時）に対し、証券取引等監視委員会による強制捜査の手法を批判する趣旨の質疑を行った。その前年9月、山本が代表取締役を務める「ブルー・エコノミー・ホールディングス」に5千万円の資金を提供していた金融業者、及び日興コーディアル証券の元執行役員がインサイダー容疑で証券取引等監視委員会の強制捜査を受け、その3か月後に逮捕されており、山本の国会質問に対して「私的な利害関係者のために国会の場で質問した」「証券取引等監視委員会への圧力ではないか」等の指摘が週刊文春による報道でなされた。一方で、当時の証券取引等監視委員会の関係者の間では、個別の事件への介入とも取られかねない質問の真意をいぶかる声が出ていたとも報道されている。

### 学芸員への発言
2017年4月16日に滋賀県大津市のホテルで開かれた滋賀県主催の地方創生セミナーで博物館で働く専門職員である学芸員が観光振興に理解がないと指摘し、「一番がんなのは学芸員。普通の観光マインドが全くない。この連中を一掃しないと。」と語り、世界遺産の二条城（京都市）について「過去、全く英語の案内表記がなかった」「（昨年まで）国宝、重要文化財では水も火も使えなかった。法律では禁止されていないのに、学芸員の判断で一切だめだった」、さらに、2012年ロンドンオリンピックの際に大英博物館が建物の内壁を取り払う大改装を行い、「抵抗した学芸員を全員クビにして大成功した」と語った。二条城は以前より英語案内やパンフレットがあり、重要文化財エリアにおいて水を使った生け花を行った事もあった。また、大英博物館はロンドンオリンピック時の根本的改装や学芸員の解雇について否定した。翌17日に山本は、事実誤認として謝罪のうえ発言撤回を表明した。

### 加計学園問題
2017年6月15日に文部科学省が開示した加計学園問題関連のメールで藤原豊内閣府審議官の発言として、萩生田光一内閣官房副長官から「広域的に存在しない地域に限る」と修正するよう指示があったと記載されたメールについての発言があった。翌6月16日に開催された参議院予算委員会の集中審議において、山本大臣は答弁しようとした藤原審議官を遮り、「（メールを）つくった方はですね、直接の担当者でもありません。文科省から出向してきた方で」、「陰で隠れて本省の方にご注進したというようなメールであります。そういう意味では事実を確認して出したメールではありません」と発言した。この発言に関して6月20日、「言い過ぎたことは反省している」とし、職員には「申し訳なかった」と謝罪を表明した。
2017年7月19日の加計学園の関連報道で国家戦略特区制度を活用した獣医学部新設計画において、「学校法人加計学園」が事業者に認定される2か月ほど前の2016年11月17日に日本獣医師会を訪れ、「四国で新設することになった」旨の発言をしていたとする報道がなされた。これは日本獣医師会が残していた議事録に基いているが、山本大臣の事務所はこれを否定、自身も7月20日に、「獣医師会側の思い込みと私の発言を混同したもので正確ではない。私からは『京都もあり得る』と述べた」とし、さらに「京都もあり得る」という大臣の発言に、獣医師会役員は「それは困る。進めるなら今治市に限ると明記してほしい」と応じた。この獣医師会側の対応に関して大臣は「（同席した）秘書官がメモ書きのように書いたようだから確かだ」と念を押したが、そのメモの所在については「後で廃棄したと聞いている」と発言している。

### アフリカへの発言
2017年11月23日の北九州市内で三原朝彦衆院議員の政経セミナーの来賓あいさつで、三原氏が長年続けるアフリカとの交流について触れ、「ついていけないのが（三原氏の）アフリカ好きでありまして、何であんな黒いのが好きなんだっていうのがある」と述べた。取材に対して「（山本氏は）昔、アフリカを表現する言葉として使われた『黒い大陸』という意味で言ったと話している」と説明した。

### 後援会幹部らによる公職選挙法違反
2021年の第49回衆議院議員総選挙で選挙運動の見返りに運動員に報酬を約束したとして、警備会社の代表取締役と同社の取締役が公職選挙法違反（買収の約束）の疑いで逮捕された。10月中旬ごろ、北九州市内で、男性2人に山本への投票を呼びかける電話をかける業務を依頼し、時給1千円の報酬を約束した疑い。また、大学生ら計十数人が同様に、報酬の約束のもと有権者宅に投票依頼の電話をしていたという。代表取締役は山本の後援会幹部、取締役は支援者だった。

## 家族・親族
義父は大蔵大臣や厚生大臣を歴任した元衆議院議員の村山達雄。叔父は参議院議員、門司市長を務めた柳田桃太郎。

## 選挙歴
| 当落 | 選挙                   | 執行日         | 年齢 | 選挙区               | 政党       | 得票数    | 得票率 | 定数 | 得票順位 /候補者数 | 政党内比例順位 /政党当選者数 |
| ---- | ---------------------- | -------------- | ---- | -------------------- | ---------- | --------- | ------ | ---- | ------------------ | ---------------------------- |
| 落   | 第39回衆議院議員総選挙 | 1990年02月18日 | 41   | 旧福岡4区            | 自由民主党 | 7万2998票 | 15.30% | 4    | 5/8                | /                            |
| 当   | 第40回衆議院議員総選挙 | 1993年07月18日 | 44   | 旧福岡4区            | 新生党     | 9万8362票 | 22.52% | 4    | 1/7                | /                            |
| 当   | 第41回衆議院議員総選挙 | 1996年10月20日 | 48   | 福岡11区             | 新進党     | 6万6798票 | 38.55% | 1    | 1/4                | /                            |
| 当   | 第42回衆議院議員総選挙 | 2000年06月25日 | 51   | 福岡11区             | 無所属     | 6万8440票 | 36.26% | 1    | 1/4                | /                            |
| 落   | 第43回衆議院議員総選挙 | 2003年11月09日 | 55   | 福岡11区             | 自由民主党 | 6万2628票 | 33.69% | 1    | 2/4                | /                            |
| 比当 | 第44回衆議院議員総選挙 | 2005年09月11日 | 57   | 比例九州（福岡11区） | 自由民主党 | 7万8308票 | 39.28% | 21   | 2/4                | 5/9                          |
| 当   | 第45回衆議院議員総選挙 | 2009年08月30日 | 61   | 比例九州             | 自由民主党 |           |        | 21   | /                  | 1/7                          |
| 当   | 第46回衆議院議員総選挙 | 2012年12月16日 | 64   | 福岡10区             | 自由民主党 | 8万7460票 | 41.57% | 1    | 1/4                | /                            |
| 当   | 第47回衆議院議員総選挙 | 2014年12月14日 | 66   | 福岡10区             | 自由民主党 | 8万1567票 | 44.21% | 1    | 1/4                | /                            |
| 当   | 第48回衆議院議員総選挙 | 2017年10月22日 | 69   | 福岡10区             | 自由民主党 | 8万7674票 | 44.16% | 1    | 1/3                | /                            |
| 落   | 第49回衆議院議員総選挙 | 2021年10月31日 | 73   | 福岡10区             | 自由民主党 | 8万1882票 | 42.67% | 1    | 2/4                | /                            |

## 所属団体・議員連盟
- 自民党たばこ議員連盟[38]
- 日本会議国会議員懇談会
- 神道政治連盟国会議員懇談会
- みんなで靖国神社に参拝する国会議員の会
- TPP交渉における国益を守り抜く会
- デフレ・円高解消を確実にする会（会長）
- 日本・ミャンマー友好議員連盟（幹事長）
- 国際観光産業振興議員連盟

## 著作
- 『豊の国・北九州に立つ』（若林出版企画・1988年）
- 『日本破局のシナリオ（共著）』（新講社・1995年）
- 『日本を救う国会論戦』
- 『景気回復のカギは日銀にあり!』
- 『日本経済再生に向けて何をすべきか』
- 『一問一答・特定調停法（監修）』（商事法務研究会・2000年）
- 『債権放棄こそ、景気回復のカギだ!』
- 『日銀につぶされた日本経済』（ファーストプレス・2010年）
- 『世界が驚く! 日本の宝 稼ぐ! 地方創生』（タウン情報全国ネットワーク・2018年）